# Cusiano
Cusiano (IPA: /kuˈzjano/, Cuʃiàn in solandro) è una frazione del comune di Ossana in Val di Sole, Trentino.

## Storia
Reperti archeologici emersi nel 1973 sul Doss Castèler testimoniano i primi insediamenti risalenti all'età del bronzo.
Il toponimo romano Cusianum o Cusillanum, di origine prediale, deriva dal personale Cusius è documentato a partire dal 1211.

## Monumenti e luoghi d'interesse

### Architetture religiose
- Chiesa di Santa Maria Maddalena, XIV secolo con affresci di Giovanni e Battista Baschenis.[6]

### Architetture civili
- Casa natale di Ergisto Bezzi, garibaldino trentino, esponente del Risorgimento.[7]